# Lobaegis septentrionalis
Lobaegis septentrionalis là một loài tò vò trong họ Ichneumonidae.